# Egidijus Juodvalkis
Egidijus Juodvalkis (8 aprile 1988) è un ex ciclista su strada lituano, attivo in squadre UCI dal 2008 al 2015 e campione nazionale in linea nel 2009.

## Palmarès
- 2009 (Team Piemonte, una vittoria)

Campionati lituani, Prova in linea
- 2011 (Landbouwkrediet, una vittoria)

1ª tappa Tour de Picardie (Abbeville > La Neuville-en-Hez)
- 2013 (Crelan-Euphony, una vittoria)

De Kustpijl

### Altri successi
- 2007 (Klaipėda-Splendid)

2ª tappa, 2ª semitappa Ronde van de Provincie Antwerpen (Kasterlee, cronosquadre)
- 2009 (Team Piemonte)

Critérium Berlare

## Piazzamenti

### Classiche monumento
- Giro delle Fiandre

2011: ritirato
2012: 35º
2013: 53º
- Liegi-Bastogne-Liegi

2013: ritirato

### Competizioni mondiali
- Campionati del mondo

Mendrisio 2009 - In linea Under-23: 70º
Melbourne 2010 - In linea Under-23: 20º